# قضیه بلکمن
قضیه بِلَکمن (به انگلیسی: Blackman's theorem) یک روش کلی برای محاسبه تغییر امپدانس ناشی از بازخورد در یک مدار است. این قضیه توسط رالف بیب بلکمن در سال ۱۹۴۳ منتشر شد، توسط جان چوما به تحلیل گذر سیگنال مرتبط شد و توسط آر دی میدلبروک در قضیه عنصر اضافی و مدل بهره مجانبی سولومون روزن‌استارک محبوبیت یافت. رویکرد بلکمن منجر به فرمول امپدانس Z بین دو پایانه انتخاب شده از یک تقویت‌کننده با بازخورد منفی به عنوان فرمول بلکمن می‌شود:
{\displaystyle Z=Z_{D}{\frac {1+T_{SC}}{1+T_{OC}}}\ ,}
که در آن ZD = امپدانس با غیرفعال بودن بازخورد، TSC = انتقال حلقه با اتصال کوتاه سیگنال-کوچک دردوسَر جفت پایانه انتخاب شده، و TOC = انتقال حلقه با مدار باز دوسَر جفت پایانه. انتقال حلقه همچنین به عنوان نسبت بازگشت نامیده می‌شود. فرمول بلکمن را می‌توان با نتیجه میدلبروک برای امپدانس ورودی Z در یک مدار براساس قضیه عنصر اضافی مقایسه کرد:
{\displaystyle Z_{in}=Z_{in}^{\infty }\left[{\frac {1+Z_{e}^{0}/Z}{1+Z_{e}^{\infty }/Z}}\right]}
که اینجا:
𝑍 امپدانس عنصر اضافی است؛ {\displaystyle Z_{in}^{\infty }} امپدانس ورودی با حذف{\displaystyle Z\ } (یا بی‌نهایت ساختن) است؛ {\displaystyle Z_{e}^{0}} امپدانس دیده شده توسط عنصر اضافی{\displaystyle Z\ } با ورودی اتصال کوتاه شده (یا صفر ساختن) است؛ {\displaystyle Z_{e}^{\infty }} امپدانس دیده شده توسط عنصر اضافی{\displaystyle Z\ }  با ورودی باز شده (یا بی‌نهایت ساختن) است.
فرمول بلکمن را می‌توان با نتیجهٔ گذرسیگنال چوما نیز مقایسه کرد:
{\displaystyle Z_{SS}=Z_{S0}\left[{\frac {1+T_{I}}{1+T_{Z}}}\right]\ ,}
که اینجا {\displaystyle Z_{S0}\ } مقدار {\displaystyle Z_{SS}\ } تحت شرایطی است که پارامتر انتخاب شده P روی صفر تنظیم شده باشد، نسبت بازگشت {\displaystyle T_{Z}\ } با تحریک صفر ارزیابی می‌شود و {\displaystyle T_{I}\ } است {\displaystyle T_{Z}\ } برای مورد مقاومت منبع اتصال کوتاه. همانند نتیجهٔ عنصر اضافی، تفاوت‌ها در دیدگاهی است که به فرمول منتهی می‌شود.

## برای مطالعهٔ بیشتر
- Eugene Paperno (September 2012). "Extending Blackman's formula to feedback networks with multiple dependent sources" (PDF). IEEE Transactions on Circuits and Systems II: Express Briefs. 59 (10): 658–662. CiteSeerX 10.1.1.695.4656. doi:10.1109/TCSII.2012.2213355.
- Rahul Sarpeshkar (2010). "§10.7 Driving-point transistor impedances with Blackman's formula". Ultra Low Power Bioelectronics: Fundamentals, Biomedical Applications, and Bio-Inspired Systems. Cambridge University Press. pp. 258 ff. ISBN 978-1-139-48523-4.
- Amaldo D'Amico; Christian Falconi; Gianluca Giustolisi; Gaetano Palumbo (April 2007). "Resistance of feedback amplifiers: A novel representation" (PDF). IEEE Transactions on Circuits and Systems – II Express Briefs. 54 (4).